# Утакмице фудбалске репрезентације Мађарске 2017.
| Домаћин | Гост |

Фудбалска репрезентација Мађарске је током 2017. године одиграла девет званичних утакмица. Поред шест |квалификационих утакмица за Светско првенство 2018, тим је одиграо три пријатељске утакмице. У девет одиграних утакмица репрезентација је остварила 3 победе и изгубила је 6 сусрета, није имала ниједан нерешен исход. Мађарска репрезентација је постигла осам голова а примила дупло више, шеснаест. Овим скором је показала да није још изачла из кризе која је почела крајем седамдесетих година двадесетог века.
Репрезентација Мађарске завршила је на трећем месту у својој групи у квалификацијама за Светско првенство, али није успела да се пласира на Светско првенство.

## Утакмице
Победа
  Нерешено
  Пораз
| Португалија                    | 3 : 0    | Мађарска |
| ------------------------------ | -------- | -------- |
| Силва 32’ · К. Роналдо 36’ 65’ | Извештај |          |

| Мађарска | 0 : 3    | Русија                                     |
| -------- | -------- | ------------------------------------------ |
|          | Извештај | 20’ Смолов · 40’ (аг.) Епел · 89’ Д. Полоз |

| Андора       | 1 : 0    | Мађарска |
| ------------ | -------- | -------- |
| М. Ребес 26’ | Извештај |          |

| Мађарска                                      | 3 : 1    | Летонија         |
| --------------------------------------------- | -------- | ---------------- |
| Кадар 6’ · Салаи 26’ · А. Соловјовс 68’ (аг.) | Извештај | 40’ Г. Фрејманис |

| Мађарска | 0 : 1    | Португалија |
| -------- | -------- | ----------- |
|          | Извештај | 48’ Силва   |

| Швајцарска                                               | 5 : 2    | Мађарска               |
| -------------------------------------------------------- | -------- | ---------------------- |
| Џака 18’ · Ф. Фреј 20’ · Цубер 43’ 49’ · Лихтштајнер 83’ | Извештај | 58’ Гузмич · 88’ Уграи |

| Мађарска | 1 : 0    | Фарска Острва |
| -------- | -------- | ------------- |
| Беде 81’ | Извештај |               |

| Луксембург                      | 2 : 1    | Мађарска    |
| ------------------------------- | -------- | ----------- |
| А. Јоаким 15’ · М. да Граца 84’ | Извештај | 18’ Николић |

| Мађарска    | 1 : 0    | Костарика |
| ----------- | -------- | --------- |
| Николић 37’ | Извештај |           |

| Претходна година: 2016. | Утакмице фудбалске репрезентације Мађарске 2017. | Наредна година: 2018. |

## Голгетери у 2017.
| - Тамаш Кадар - Адам Салаи - Балаж Џуџак - Ричард Гузмич - Данијел Беде - Немања Николић |

## Белешка
1. ↑  Деби Паола Винициуса (Видеотон) за Мађарску
2. ↑  Деби Марка Клајса (Вашаш), Давида Маркварта (Пушкаш академија), Мартона Епела (Хонвед) и Норберта Балога (Палермо) за Мађарску
3. ↑  Деби Георги Џикија (Спартак Москва) за Русију
4. ↑  Друга победа Андоре икада у неком квалификационом мечу. Прва победа датира од 13. октобра 2004, када је патуљаста држава победила Македонију са 1 : 0 у квалификационом мечу за Светско првенство.
5. ↑  Деби Бенце Тота (Пушкаш академија) за Мађарску
6. ↑  Црвени картон Тамаша Пришкина у 40. минуту, Мађарску
7. ↑  Деби Роланда Уграија (Диошђер) за Мађарску
8. ↑  Деби Даниела Нађа (Ујпешт) за Мађарску
9. ↑  Деби Адама Ковачика (Видеотон) за Мађарску

## Извори и спољашње везе
- Репрезентација Мађарске на фудбалској бази података
- Утакмице репрезентације Мађарске (2017)
- „СП 2018: Почиње на Фарским острвима, затим долази Швајцарска – пун програм”. nemzetisport.hu. 2015-07-26. Приступљено 2015-07-26.
- eu-football (2017)